# Капри панталоне
Капри панталоне (познате и као три четвртине , седам осмина , или тореадор панталоне  ) су панталоне које су дуже од шортсева, али нису дуге као панталоне. Капри панталоне могу бити генерички термин за све скраћене панталоне, а такође се користе и као посебан термин за панталоне које се завршавају на скочној кости. 

## Историја
Капри панталоне представила је модна креаторка Соња де Ленарт 1948. године, а популаризовали су их она и енглески модни дизајнер Бани Роџер.  Назив панталона потиче од италијанског острва Капри, где су постале популарне касних 1950-их и раних 1960-их.  Глумица Одри Хепберн била је међу првим филмским звездама које су носиле капри, и ове панталоне су брзо постале синоним за њен класични стил. Француска глумица Брижит Бардо је носила капри панталоне у време када су панталоне још увек биле нова мода за жене.  Мерилин Монро је увек путовала са капри панталонама. 
Капри панталоне су популаризоване у Сједињеним Државама у телевизијској серији из 1960-их, The Dick Van Dyke Show. Лик Лаура Петри, младе домаћице коју игра Мери Тајлер Мур, изазвала је модну сензацију – и благу контроверзу – носећи припијене капри панталоне током целе емисије.   
До средине 1960-их, уске карго панталоне у Капри стилу постале су популарне међу дечацима тинејџерима; добар пример је био суперстар - тинејџерски глумац тог доба, Лук Халпин, који их је носио у неким епизодама популарног Флипера. Након пада популарности током 1970-их до 1990-их, капри панталоне су поново постале популарне средином 2000-их.  Шпански тенисер Рафаел Надал носио је капри панталоне у већини својих мечева пре 2009. након договора са фирмом Nike, уговор који је Роџер Федерер одбио пре њега.   Тринаести доктор из Доктора Ху је носио капри панталоне. Кејт Мидлтон је носила капри панталоне за догађаје на отвореном. 
2017. године, управник школског округа Даглас округа у Џорџији послао је е-пошту у којој је капри панталоне квалификовао као неприкладну одећу за школско окружење, постављајући на тај начин питање која дужина панталона остаје прихватљива. 
Тренд који је био популаран враћа се у великом стилу и 2010-тих и 2020-тих. У тренду су капри панталоне свих боја, дезена и материја, од кожних, преко оних са цветним принтом. Ове панталоне погодне су и за свечане и кежуал прилике, важно је само одабрати модел који истиче силуету и прикрива недостатке. У новим модним линијама истичу се и модели за пословне прилике, а могу да се носе уз сако, кошуљу или блузу. Спортски и лежерни модели од лана и памука препоручују се за дневне шетње и опуштене вечерње изласке. Капри панталоне са ширим ногавицама могу да се комбинују уз различите стилове, а добро иду и уз тунике и обичне мајице са бретелама или кратким рукавима. 

## Галерија
- Модел Ерни Манголд носи капри панталоне Соње де Ленарт, 1949.
- Манекенка Меди Рал у капри панталонама Соње де Ленарт, 1949.
- Црне, бициклистичке капри панталоне.
- капри панталоне